# Sebastian Baumgartner
Sebastian Baumgartner (* 14. Dezember 1970 in Herdecke-Ruhr) ist ein deutscher Inline-Speedskater.

## Leben
Sebastian Baumgartner ist einer der bekanntesten deutschen Speed-Skater und betreibt den Sport seit 1994. Seine Stärken liegen vor allem im Marathonbereich. 1995 bestritt er sein erstes Rennen in Kalifornien und ist seitdem fester Bestandteil der Skate-Szene in Europa. 
Nach seiner aktiven Profizeit ist er seit 1997 selbständig tätig in der Inline-Szene. Neben der Betreuung seines Experts-Race-Teams ist er Initiator einer deutschlandweiten Workshop-Serie zur Vermittlung der Speed-Skating-Technik. Seit 2000 organisiert und betreut Baumgartner ein jährlich stattfindendes Trainingslager auf Sardinien, wo sich über 200 Skater aus der ganzen Welt treffen, um ihre Technik zu verbessern. 
Des Weiteren war und ist Sebastian Baumgartner in der Organisation mehrerer Inline-Skating-Großveranstaltungen, als Moderator des Berlin-Marathon, als Betreuer diverser Inline-Teams und als Autor der Inline-Bücher Richtig Fitness Skating, BLV Coach rät und Inline Guide tätig.

## Palmarès
- 3. bei der Deutschen Marathon Meisterschaft 1996
- 2. Platz in der Gesamtplatzierung beim Swiss Inline Cup 1996
- Gewinner des Berliner Halbmarathon 1997
- Gewinner des Köln-Marathon 1997
- Teilnahme an der WM 1997 in Italien